# Final Destination Bloodlines
Final Destination Bloodlines (ao/prt: O Último Destino: Descendência; bra: Premonição 6: Laços de Sangue) é um filme norte-americano de 2025, do gênero terror sobrenatural, dirigido por Zach Lipovsky e Adam Stein. O roteiro foi escrito por Guy Busick e Lori Evans Taylor, com base em uma história desenvolvida por eles em parceria com Jon Watts. É o sexto filme da franquia Final Destination, sucedendo Final Destination 5 (2011). Na trama do enredo, a família de uma estudante universitária começa a ser perseguida pela Morte após a jovem descobrir que herdou de sua avó moribunda visões de uma premonição anterior que evitou uma falha estrutural mortal nos anos 1960. Kaitlyn Santa Juana interpreta a protagonista, enquanto Teo Briones, Richard Harmon, Owen Patrick Joyner, Rya Kihlstedt, Anna Lore, Brec Bassinger e Tony Todd aparecem em papéis coadjuvantes.
Após o sucesso comercial de Final Destination 5, um novo filme entrou em desenvolvimento, descrito como uma "reimaginação" da franquia. Em março de 2020, o produtor da série, Craig Perry, afirmou que o longa-metragem se passaria "no mundo dos socorristas" e, em outubro daquele ano, o criador da série, Jeffrey Reddick, confirmou que este seria o sexto filme da franquia. Em janeiro de 2022, o filme estava previsto para ser lançado no serviço de streaming HBO Max, com Lipovsky e Stein como diretores e Busick se juntando a Taylor como corroteirista. Em março de 2024, a Warner Bros. Pictures anunciou que a produção seria lançada nos cinemas. As filmagens foram realizadas em Vancouver entre março e maio de 2024, após atrasos devido à greve da SAG-AFTRA.
Final Destination: Bloodlines foi distribuído mundialmente, para IMAX e cinemas convencionais, pela Warner Bros Pictures. No Brasil e em Portugal, foi lançado oficialmente no dia 15 de maio de 2025. Nos Estados Unidos, estreou em 16 de maio. Também houve uma exibição especial em cinemas selecionadas nos dias 9 e 10 de maio. Foi disponibilizado em plataformas digitais em 17 de junho de 2025 e teve seu lançamento em mídia doméstica anunciado para 22 de julho do mesmo ano. O longa recebeu avaliações positivas por parte dos críticos especializados e arrecadou 285,3 milhões de dólares em todo o mundo, tornando-se o filme mais bem avaliado e o de maior bilheteria da franquia, bem como posicionando-se entre os dez filmes de maior bilheteria de 2025.

## Enredo
Por volta de 1968, Iris e seu noivo, Paul, participam da inauguração do Sky View, um restaurante no alto de uma torre. Ela prevê que a construção desabará e impede o acidente, salvando a todos os convidados. Décadas depois, a estudante Stefani, neta de Iris, tem pesadelos recorrentes sobre a queda da torre. Ela pede ajuda à família: seu pai Marty, seu irmão Charlie, seus tios Howard e Brenda, e seus primos Erik, Bobby e Julia. Howard conta que Iris ficou tão paranoica que a mãe de Stefani, Darlene, afastou-se da família. Stefani encontra a avó que, com câncer terminal, vive reclusa numa cabana remota.
A idosa relata que interrompeu o plano da Morte, mas esta começou a matar os sobreviventes da torre e seus descendentes. Ela registrou em um livro os movimentos da Morte ao longo dos anos. Ao sair da cabana, Iris é empalada por um cata-vento. Stefani lê no livro que alguém chamado JB sabe como derrotar a Morte. Howard morre atingido por um cortador de grama. Erik sobrevive a um incêndio no seu estúdio de tatuagem, mas Julia é morta por um caminhão de lixo. Os familiares concluem que a Morte levará todos, exceto Marty e Brenda, que não são da linhagem de Iris, e Erik, que é revelado como fruto de adultério.
Stefani e seus parentes vão ao hospital onde trabalha JB, que revela-se como William Bludworth. Último a morrer na premonição de Iris, ele indica duas maneiras de sobreviver: matar alguém ou morrer e ser reanimado, citando Kimberly Corman como um exemplo bem-sucedido. William diz que morrerá em breve e vai embora. Bobby come amendoim, ao qual é altamente alérgico, com a intenção de morrer e ser revivido por Erik. Contudo, uma máquina de RM superpotente arranca os piercings de Erik, que é esmagado contra o aparelho. Uma mola que se solta de uma máquina de venda automática atinge Bobby fatalmente.
Stefani, Darlene e Charlie dirigem-se à cabana de Iris na esperança de afastar a Morte, mas a casa explode e o trailer em que estão cai num lago. Darlene salva Charlie, mas morre atingida por um poste. Charlie resgata Stefani e a reanima com RCP. Algum tempo depois, no dia da cerimônia de formatura de Charlie, é revelado que Stefani não estava clinicamente morta quando o irmão a reviveu. Ocorre um descarrilamento no local e os troncos que o trem carregava caem sobre Stefani e Charlie, matando ambos.

## Elenco
Na ordem dos créditos finais:
- Kaitlyn Santa Juana como Stefani Reyes, uma estudante universitária atormentada por visões do colapso de uma torre[19][20]
- Teo Briones como Charlie Reyes, o irmão mais novo de Stefani[19][20]
- Richard Harmon como Erik Campbell, um tatuador rebelde e primo não consanguíneo de Stefani[20][21]
- Owen Patrick Joyner como Bobby Campbell, primo de Stefani[20]
- Rya Kihlstedt como Darlene Campbell-Reyes, filha de Iris e mãe distante de Stefani e Charlie[20][21]
- Anna Lore como Julia Campbell, prima de Stefani[20]
- Gabrielle Rose como Iris Campbell, a avó de Stefani que teve uma premonição no fim dos anos 1960[21]
  - Brec Bassinger como Iris (jovem)[20][21]
- Tony Todd como William John Bludworth, um misterioso agente funerário[22][23]
  - Jayden Oniah como William Bludworth (jovem)[23]
- Andrew Tinpo Lee como Marty Reyes, pai de Stefani[22]
- April Telek como Brenda Campbell, tia de Stefani[22]
- Alex Zahara como Howard Campbell, filho de Iris e tio de Stefani[20]
- Max Lloyd-Jones como Paul Campbell, marido de Iris[22]
- Natasha Burnett como Evie, uma cantora de jazz do Sky View e mãe de William Bludworth[22][23]
- Garfield Wilson como Chuck, um cantor de jazz do Sky View[22]
- Noah Bromley como Alfred Milano ou Penny Kid,[a] um garoto que joga uma moeda do alto do Sky View[24]

Mark Brandon (Sr. Fuller), Yvette Ferguson (Sra. Fuller), Justin Stone (barman), Bernard Cuffling (maître), Travis Turner (Chet, o ascensorista) e Megan Hui (senhora de chapéu no deque) aparecem como alguns dos sobreviventes do colapso do restaurante Sky View. Brenna Llewellyn interpreta Val, colega de quarto de Stefani na faculdade. Ethel Pitchford (Penny Lady) e Shawn Orr (motorista do caminhão de lixo) desempenham papéis pequenos, mas cruciais em determinadas sequências de morte.

## Produção

### Desenvolvimento
Antes do lançamento de Final Destination 5 em 2011, Tony Todd, ator recorrente na franquia Final Destination, afirmou que se o quinto filme tivesse sucesso, duas sequências seriam filmadas consecutivamente. Em janeiro de 2019, a New Line Cinema anunciou que um novo longa estava em desenvolvimento. Patrick Melton e Marcus Dunstan escreveram o roteiro inicial, descrito como uma "reimaginação" da franquia. Craig Perry, produtor da franquia, disse em março de 2020 que o filme seria ambientado "no mundo dos socorristas" e contaria com EMTs, bombeiros e policiais. Quando questionado se essa sequência estaria no mesmo cânone dos longas anteriores, ele disse: "Reboot é provavelmente uma palavra muito forte... faz parecer que eles vão mudar tudo, mas é definitivamente um filme de Final Destination". Jeffrey Reddick, o criador da franquia, confirmou em outubro que um sexto filme já estava em andamento desde antes da pandemia de COVID-19.
Em outubro de 2021, Lori Evans Taylor foi confirmada como a nova roteirista do filme. Em janeiro de 2022, o HBO Max anunciou que distribuiria o filme, previamente intitulado como Final Destination 6, Jon Watts juntou-se ao projeto como produtor e foi confirmado que Taylor escreveu o roteiro ao lado de Guy Busick. Em julho, Reddick disse que o filme seria diferente da fórmula da franquia. Em setembro, Zach Lipovsky e Adam Stein foram selecionados entre mais de duzentos candidatos para dirigir o filme. A dupla se conheceu enquanto filmava On the Lot (2007), um reality show competitivo produzido por Steven Spielberg. Durante uma reunião no Zoom com executivos e produtores da New Line para fazer a apresentação de suas ideias para o projeto, Lipovsky e Stein encenaram um acidente estranho como os da franquia de filmes no final da ligação; fontes disseram que a piada, que apresentava uma combinação de imagens pré-gravadas e efeitos visuais e mostrava a paixão dos cineastas pelo filme, fez com que eles fossem contratados. Em março de 2024, o título Final Destination Bloodlines foi anunciado pelo produtor Craig Perry, que disse que o subtítulo seria mantido ainda que o recente Pet Sematary: Bloodlines (2023) o tivesse usado. Perry argumentou que o subtítulo já estava na mente dos produtores de Final Destination antes da adaptação de Stephen King tê-lo registrado.

### Roteiro e ambientação

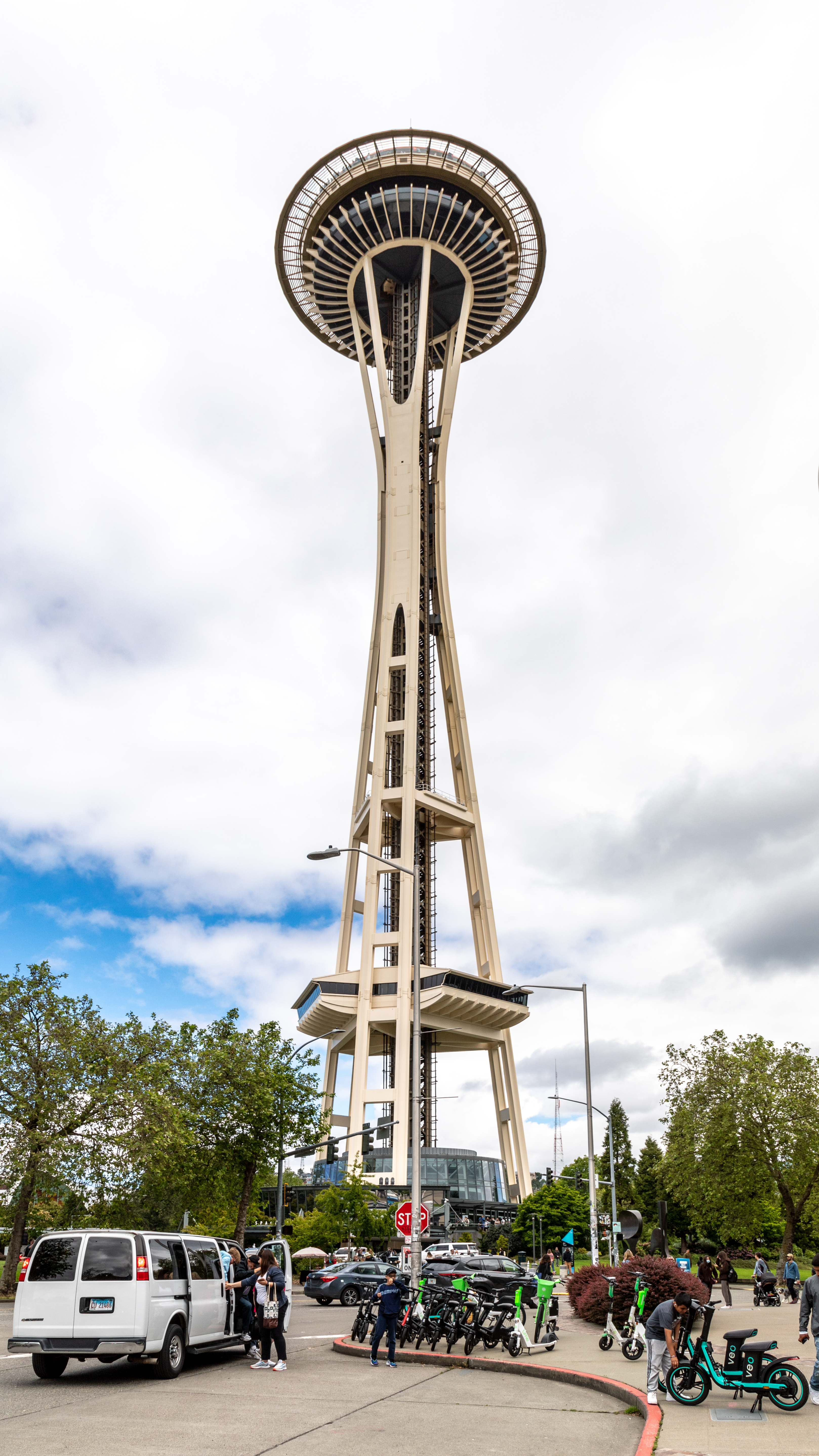
A torre Space Needle, localizada em Seattle, foi uma das edificações que inspirou o visual do Sky View.

O roteiro inicial, escrito por Busick e Taylor a partir de uma história original de Watts, era muito diferente da versão final, que levou cerca de dois anos para ser concluída. Ao se envolverem no projeto, Stein e Lipovsky propuseram uma série de mudanças no texto visando tornar a história menos "previsível" e "um pouco mais realista". O desastre da cena de abertura envolvia originalmente um barco fluvial na década de 1950, um cenário que os diretores consideraram como não tão identificável pelo público. Além disso, Lipovsky ponderou que seria muito difícil criar uma cena de desastre em embarcação que superasse Titanic (1997). Partindo da premissa de que o terror da série Final Destination "vem de coisas com as quais nos deparamos no dia a dia", os cineastas decidiram colocar os personagens em um restaurante. A ideia de situar o estabelecimento no topo de uma torre veio do intenso medo de altura de Stein, bem como da observação dos diretores de que a maioria das grandes cidades tem uma estrutura desse tipo, onde há uma vista da cidade e encontros românticos costumam ser marcados.
O visual da fictícia torre-restaurante Sky View foi influenciado por várias torres de observação e turísticas reais, principalmente o Space Needle de Seattle, nos Estados Unidos, a Torre CN de Toronto, no Canadá, e a Sky Tower de Auckland, na Nova Zelândia, considerada o edifício mais alto do Hemisfério Sul. Segundo Stein, a escolha por esse tipo de edificação se deu pela constatação de que muitas dessas torres foram construídas no final dos anos 1960 e pelo fato de todas apresentarem um tipo de design retrofuturista que agradou bastante aos cineastas. Ao observarem fotografias antigas e referências da década, eles notaram que o andar superior do Space Needle e outros lugares "não tinham segurança, nem proteção, apenas grades baixas". Na visão dos realizadores, essas edificações correspondiam exatamente ao que eles almejavam para a cena de abertura: um cenário específico da época, mas que ainda parecesse assustador e identificável na atualidade.
Os cineastas ainda dedicaram uma particular atenção aos breves momentos de prenúncio das mortes dos personagens na cena de abertura, pois queriam que os espectadores "tivessem cenários e recompensas". Entre esses momentos está a sequência em que o gerente do restaurante diz a Iris e Paul quando estes chegam ao local: "You're tearing me apart" ("Vocês partem meu coração"), e depois ele morre ao ter o corpo dilacerado. Também há pequenos detalhes como um crème brûlée, doce de formato circular e que parece vidro, que se trinca na xícara como uma referência à pista de dança que acaba rachando. A respeito desse recurso narrativo, Lipovsky comentou: "Adorávamos como os filmes anteriores da franquia estavam em seu auge quando tinham esses presságios que davam ao público a chance de participar do terror e os faziam sentir que sabiam o que ia acontecer, mas depois os desorientavam".
Stein e Lipovsky também queriam uma explicação sobre a identidade do personagem William Bludworth, o misterioso agente funerário que aparece em quase todos os filmes anteriores dando dicas de sobrevivência a jovens marcados para morrer. Após anos de especulações dos fãs de que Bludworth poderia ser um anjo, um demônio ou mesmo a própria Morte, o roteiro revela que o conhecimento profundo de Bludworth sobre esse assunto é decorrente de ele ter sido salvo quando criança no dia em Iris impediu o desabamento da torre. Desde então, ele se tornou um alvo da Morte, assim como os personagens que ele aconselhou nos primeiros filmes. Contudo, enquanto Iris permanecesse viva, Bludworth estaria seguro e os encontros anteriores com os jovens deram a ele a oportunidade de testar teorias e reunir informações sobre como sobreviver. Ele compartilhava esses detalhes com Iris, ajudando-a a construir um guia sobre como enganar a Morte; ela posteriormente entregaria esse guia à neta dela, Stefani.

### Escolha do elenco

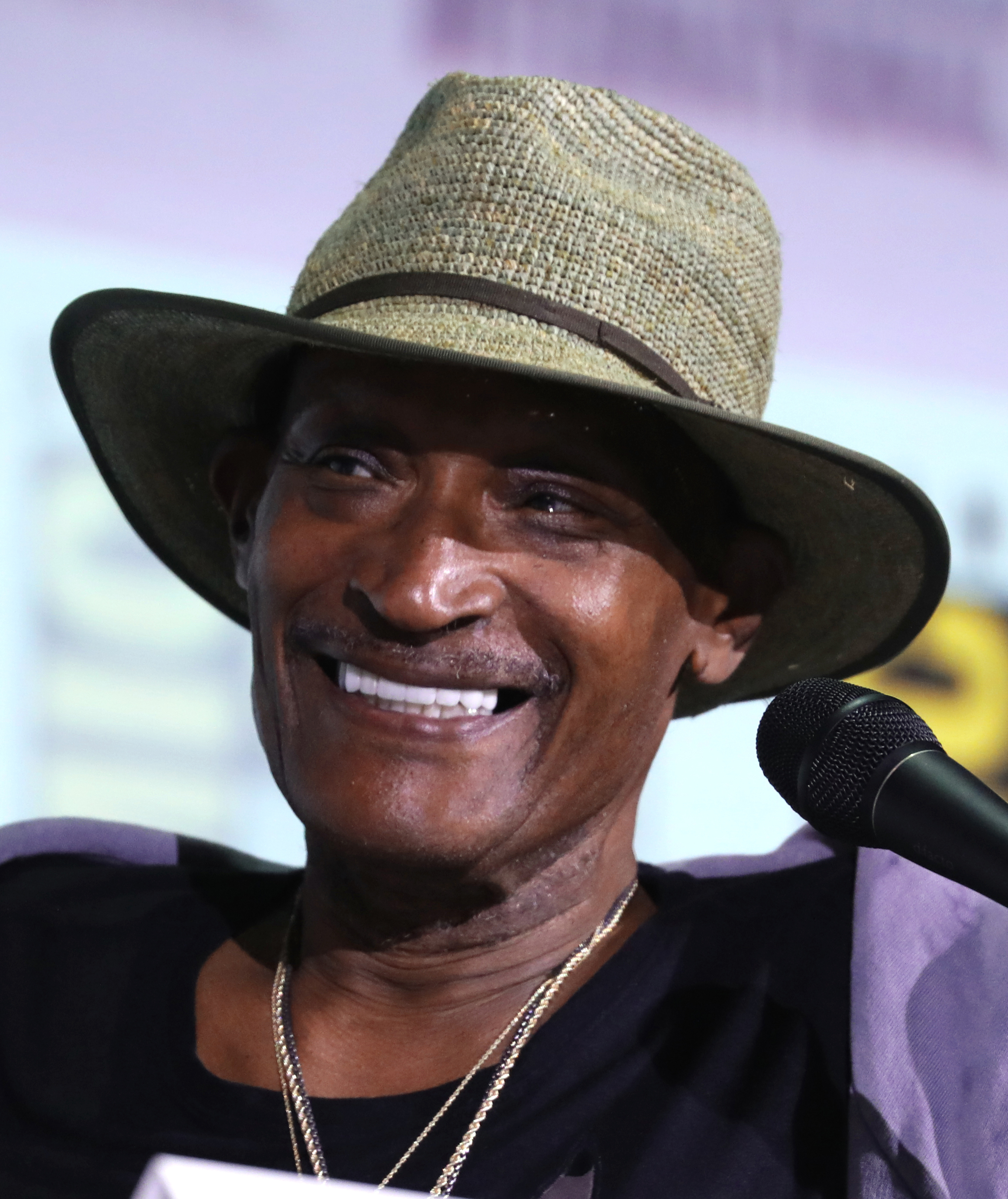
Tony Todd reinterpretou seu papel de William Bludworth antes de sua morte em 2024.

Em setembro de 2023, Todd assinou contrato para reinterpretar William Bludworth, papel que ele já havia desempenhado em Final Destination, Final Destination 2 e Final Destination 5. O sexto filme explora a história de fundo do personagem, incluindo um flashback de sua infância. Perry disse que a presença de Todd "trazia uma sensação de mistério médico e agourento, e além disso, ele conseguia ter uma ludicidade que tornava o personagem divertido de assistir". Final Destinatiom: Bloodlines marcou o último trabalho cinematográfico do ator, que estava sofrendo de câncer de estômago terminal durante as filmagens e morreu em novembro de 2024. Lipovsky explicou que os cineastas sabiam que Todd estava doente enquanto elaboravam a história e filmavam com ele. Segundo Stein, embora estivesse "fisicamente fraco", o ator demonstrava estar "incrivelmente animado para participar" do filme e insistiu em ser incluído no elenco. Ele se entusiasmou com a ideia de explicar a origem de Bludworth de forma que o tornasse "uma pessoa mais completa, em vez de apenas um mentor misterioso". Todd comentou:
| “ | Este é um dos poucos filmes aos quais pude retornar mais de uma vez. Quanto mais você interpreta um personagem, mais o entende. Eu adoro Bludworth — ele é uma personalidade muito interessante e enigmática. Bludworth passa oitenta por cento da vida em um necrotério. Estou acostumado com os mortos, com acontecimentos estranhos e com o paranormal. Sei quem vai sobreviver e quem não vai. Bludworth sempre se interessou pelo motivo pelo qual estamos repetindo esse ciclo. | ” |

Lipovsky descreveu o restante do elenco como "realmente único" por representar uma família inteira, com personagens de variadas faixas etárias que precisam sobreviver como grupo à perseguição da Morte. Segundo ele, encontrar um elenco que funcionasse como uma família foi ainda mais desafiador do que nos longas anteriores: "Não só tivemos que encontrar atores incríveis que parecessem únicos, realistas e identificáveis, mas todos deveriam trabalhar juntos como uma família — era realmente preciso acreditar na química e na história deles, já que todos estavam juntos há muito tempo". Brec Bassinger, Kaitlyn Santa Juana, Teo Briones, Richard Harmon, Anna Lore, Owen Patrick Joyner, Max Lloyd-Jones, Rya Kihlstedt e Tinpo Lee foram anunciados em março de 2024 como os intérpretes dos membros da família.
Tendo atuado em produções de terror e suspense como 47 Meters Down: Uncaged (2019), Bassinger foi escolhida para o papel da jovem Iris Campbell durante a sequência da premonição de abertura. Gabrielle Rose foi selecionada para viver a versão idosa da personagem. Bassinger tinha certa conexão anterior com a franquia, pois trabalhou com Stein em um piloto de televisão e contracenou com Ali Larter, intérprete de Clear Rivers, uma das protagonistas originais de Final Destination, no suspense The Man in the White Van (2023). Bassinger relatou que só assistiu aos filmes da franquia após ser escalada para Bloodlines, mas se intrigava com o medo que sentia deles mesmo sem vê-los. Ela ficou inicialmente intimidada ao ler o roteiro, pensando se realmente seria possível filmar algo "tão grandioso" como a cena do desabamento da torre.
Santa Juana, de trabalhos anteriores como o musical Dear Evan Hansen na Broadway e a série The Flash, foi selecionada para interpretar Stefani, tornando-se a primeira atriz de ascendência filipina a protagonizar um filme da franquia. Ela opinou que sua personagem se converte em três pessoas diferentes ao longo da trama: uma detetive, uma protetora de sua família e uma sobrevivente. Diferente dos protagonistas dos outros filmes da série, Stefani não tem uma premonição, mas sim um pesadelo recorrente de algo que ocorreu há 50 anos, o que a atriz considerou uma "reviravolta enorme" em relação à premissa dos primeiros longas. A origem étnica e o repertório cultural de Santa Juana foram relevantes para a produção. Após a escalação da artista, os cineastas resolveram transformar a própria Stefani numa personagem filipina e incorporar mais detalhes culturais e representatividade filipina à família retratada no filme, incluindo até mesmo itens específicos como o uso de tsinelas (chinelos típicos) pela personagem.
Para o papel de Charlie, o irmão mais novo de Stefani, foi escalado Teo Briones, também de ascendência filipina, filho de Jon Jon Briones e irmão de Isa Briones, estrela da série The Pitt. Teo havia aparecido na série Chucky ao lado de Devon Sawa, que interpretou o protagonista Alex Browning no Final Destination original. Ele disse que Sawa o "presenteou com todos os tipos de histórias" que o "fizeram percerber a jornada que estava prestes a enfrentar", especialmente sobre o "processo longo e árduo" de participar de uma cena de morte. Para contracenar com Santa Juana, ele buscou inspiração em sua conexão com Isa, comentando: "Poder recriar um pouco disso neste filme é muito especial. Kaitlyn é íncrível, é tão fácil trabalhar com ela. Não parecia que eu estava atuando em nossas cenas; parecia que eu estava coversando com minha irmã mais velha".
Harmon descobriu que o longa-metragem estava em produção por meio de seu agente, que o informou por e-mail que haveria um teste para o filme. Fã de longa data da franquia, inclusive tendo assistido com amigos a Final Destination 2 na época do lançamento, ele disse em entrevista que precisava "fazer parte" do novo filme e então fez teste para os papéis de Erik e Paul Campbell. Devido à greve da SAG-AFTRA de 2023, Harmon não recebeu nenhuma atualização sobre seu teste por oito meses. Após a retomada da produção, ele foi informado por seu agente que havia conseguido o papel de Erik, o que o artista descreveu como "a melhor coisa que já aconteceu" com ele. Harmon opinou que Erik "parece um clichê de terror" e presumiu que o público faria suposições negativas sobre ele com base em sua aparência "alternativa, emo, punk rock". O ator, no entanto, queria torná-lo simpático, pois acreditava que Erik era "incompreendido" e que o amor incondicional pela família seria a "força motriz" do personagem.

### Locações e cenários

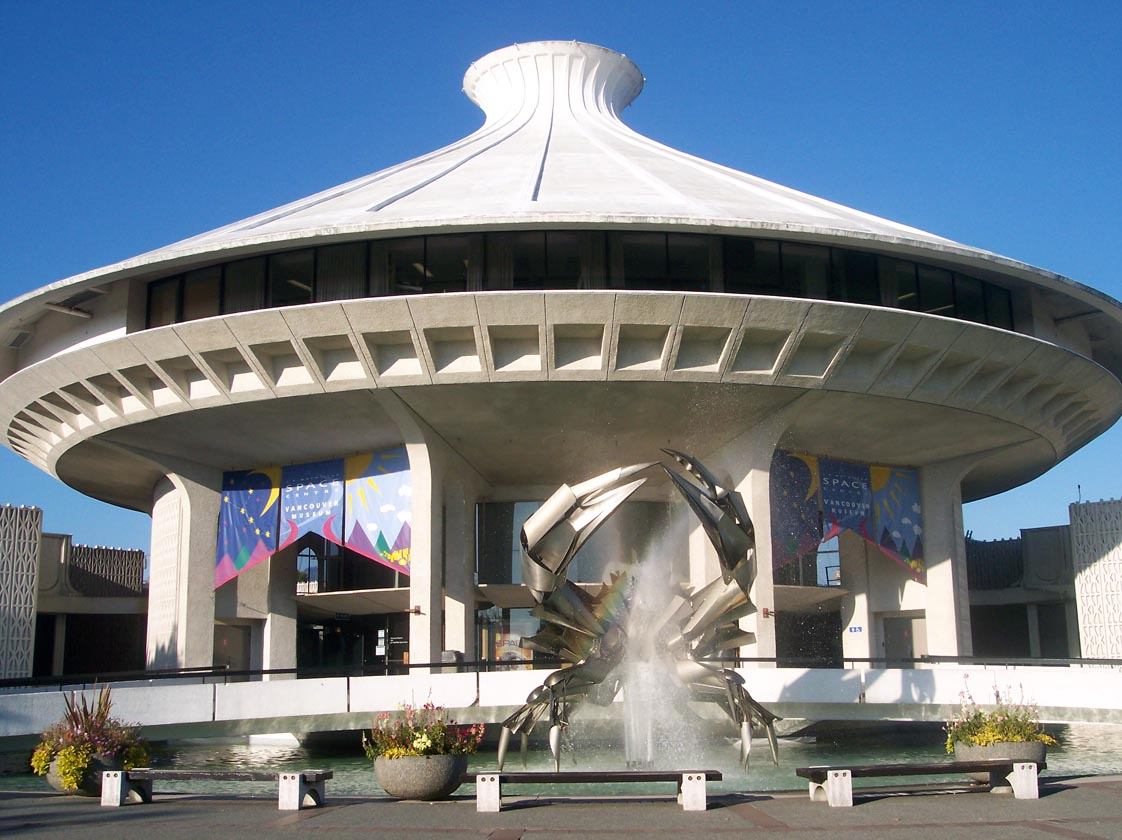
O Museu de Vancouver, localizado em Vancouver, na Colúmbia Britânica, foi usado como a base da torre Sky View, que desaba durante a cena do desastre de abertura.

Final Destination: Bloodlines, assim como quatro dos filmes anteriores da franquia, teve a maior parte de suas cenas filmadas em Vancouver, na Colúmbia Britânica, Canadá. Seis cenários do restaurante Sky View foram construídos em estúdio, cada um projetado para representar uma etapa específica do colapso da edificação durante a premonição de Iris. Um deles tinha uma parte do piso inclinada em um ângulo de 30 graus para a filmagem do momento em que o restaurante se parte ao meio. Todos que trabalhavam nesse set tiveram que ser amarrados para que não rolassem para as janelas abaixo. Os cenários foram criados pela designer de produção Rachel O'Toole e sua equipe, inspirados pela estética retrofuturista do final dos anos 1960 para criar um ambiente romântico e sofisticado para o encontro amoroso de Iris e Paul. A produção complementou os cenários de estúdio com algumas tomadas externas no Museu de Vancouver, cujo prédio é compartilhado com o planetário H. R. MacMillan Space Centre. O museu serviu como a base da torre monumental, com o logotipo do restaurante baseado em The Crab, uma escultura de seis metros de altura e aço inoxidável criada por George A. Norris e localizada no espelho-d'água do lado de fora do planetário. Alguns carros de modelos clássicos das décadas de 1950 e 1960 também foram trazidos ao local para as filmagens.

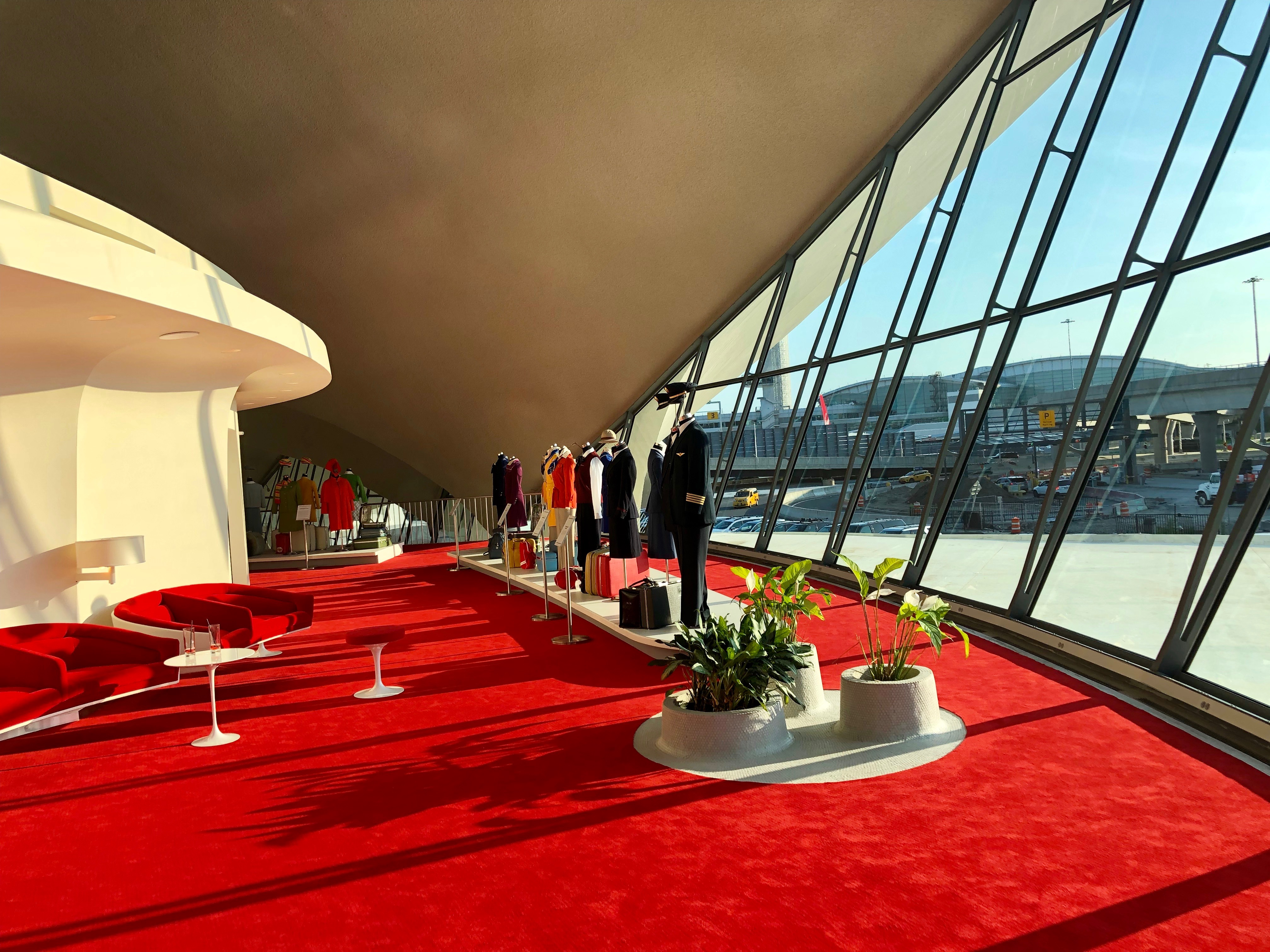
Interior do TWA Flight Center, em Nova Iorque, que influenciou o visual dos interiores do restaurante do filme.

O cenário principal do restaurante media 24 metros de diâmetro e foi construído de modo a replicar uma máquina de pinball. O'Toole o projetou com círculos e curvas, luzes que remetiam a pinballs e bancos e outros assentos que funcionariam como para-choques durante o desastre. Quando o caos fosse iniciado, os móveis deslizariam e se juntariam ao longo das curvas em S e, quando o restaurante começasse a inclinar, as pessoas deslizariam e se chocariam como bolas de pinball que, em seguida, caíriam da máquina. O interior do Sky View foi fortemente inspirado no visual da década de 1960 do complexo hoteleiro do Trans World Airlines Flight Center, projetado pelo arquiteto Eero Saarinen e localizado no Aeroporto John F. Kennedy, em Nova Iorque. Com base na premissa de que a morte é cíclica, O'Toole concebeu o conceito de que "os círculos matam", enfatizando formas circulares e arredondadas nos cenários, entre as quais a própria estrutura do restaurante, uma perigosa pista de dança com piso de vidro, uma moeda que desencadeia eventos que levam à morte dos personagens e até mesmo a pupila de Iris em close-up durante a transição entre a premonição e a realidade. O cenário do Sky View aproveitou a tecnologia de parede volumétrica de LED, na qual um sistema de painéis de LED exibe qualquer tipo de vídeo ou conteúdo 3D em segundo plano enquanto a ação ao vivo é filmada em primeiro plano. Isso permitiu que as janelas ostentassem uma vista de 360 graus com pássaros e aviões em voo, ondulação de água e prédios ao fundo cuja perspectiva mudava o ponto de vista conforme a movimentação da câmera em tempo real.

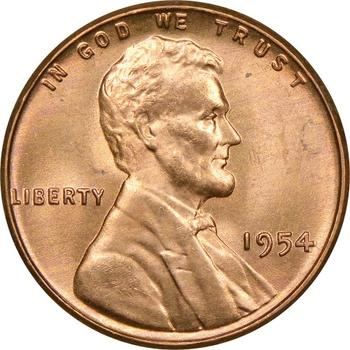
Objetos circulares como uma moeda de um centavo do dólar foram incorporados aos cenários como prenúncios mortais.

Algumas tomadas foram registradas em outras locações no Distrito Regional de Metro Vancouver, principalmente nas cidades de Surrey e New Westminster. A fachada da casa da família Campbell estava localizada numa avenida de Surrey, enquanto o quintal foi filmado numa casa diferente, a alguns quilômetros de distância. Ainda em Surrey, foi filmado o momento em que Erik escapa de ser atropelado por um caminhão, assim como a sequência que se passa no hospital. Com a intenção de dar ao filme uma narrativa moldura e terminá-lo onde começou, os cineastas filmaram as primeiras cenas e a sequência final na mesma rua, localizada em New Westminster. A cena do desastre ferroviário foi gravada numa região de Vancouver onde havia trilhos de trem próximos a um bairro cujo estilo das construções remetia aos anos 1960. Uma colina situada nas proximidades desse bairro permitiu que a moeda vista no início do filme rolasse morro abaixo e caísse nos trilhos, desencadeando a catástrofe. A ideia de um trem carregando troncos de madeira que se soltam do veículo e matam os protagonistas surgiu do desejo da produção de referenciar o acidente com troncos de Final Destination 2, o qual Stein considerava "a imagem mais famosa" da franquia. O cineasta acrescentou: "Ter a moeda de um centavo de volta foi emocionante para nós, porque mostrou o jogo meticuloso que a morte vem conduzindo desde o início. Então todas essas coisas trabalham juntas para criar uma morte ao estilo de Rube Goldberg que talvez seja digna dos troncos icônicos de Final Destination".

### Filmagens
A fotografia principal estava programada para acontecer entre julho e outubro de 2023, entretanto, a produção foi adiada em meados de julho devido à greve da SAG-AFTRA. Após o encerramento da paralisação, as filmagens começaram em 4 de março de 2024 e foram concluídas em 13 de maio do mesmo ano. A direção de fotografia foi assumida por Christian Sebaldt, que é membro da ASC e cujo trabalho inclui Resident Evil: Apocalipse (2004), enquanto a supervisão dos efeitos visuais ficou a cargo de Nordin Rahhali, conhecido por San Andreas (2015) e pelos filmes da série Fantastic Beasts. Simon Burnett, o coordenador de dublês do filme, elogiou Bassinger e Santa Juana como "dublês honorárias" pela quantidade de ação real em que ambas foram envolvidas durante as filmagens. Bassinger comentou que o elenco precisou aprender passos e dançar por dois dias seguidos para filmar a sequência na pista de dança do Sky View. Ela usou cinco versões do mesmo vestido, cada uma representando um estágio diferente de deterioração do tecido ao longo do desastre na torre. Outras cinco versões da vestimenta foram confeccionadas para serem usadas pela dublê da atriz.
De acordo com Lipovsky, as cenas foram filmadas, sempre que possível, da forma como estavam escritas, mas também houve muitas tomadas com improvisações variadas, incluindo algumas piadas. Os cineastas ainda recorreram, especialmente em cenas que envolviam emoções e reações dos personagens, a uma técnica que chamaram de "tomadas silenciosas": primeiramente os atores faziam a cena inteira sem diálogos, depois a refaziam normalmente com as falas. Essa técnica foi destacada no contexto da atuação de Bassinger, que opinou que os resultados foram positivos: "Parece bobo, mas no momento em que você tira as palavras e se concentra apenas na intenção, penso que alguns momentos ótimos são criados a partir disso". A editora Sabrina Pitre concordou, ressaltando que diálogos tendem a explicar demais a trama e não deixar o público descobrir certos detalhes por si mesmo, ao passo que as tomadas silenciosas permitem que os atores "saiam de suas mentes e vivam o momento". Pitre também elogiou a performance de Bassinger: "Há algo na presença dela que me impressionou. Ela tem um talento natural e isso realmente transparece. Seu coração se parte por ela".
Perry disse que a "generosidade" e a "gentileza " da atuação de Todd inspiraram o elenco a "dar o seu melhor" pelo filme. Segundo Stein, Todd se emocionou ao conhecer Natasha Burnett, que interpretou a mãe de seu personagem, e Jayden Oniah, que viveu a versão infantil de Bludworth. Ele queria muito conhecê-los, já que não costumava interpretar personagens com histórias de fundo tão detalhadas. Os cineastas criaram a cena da despedida de Bludworth como uma forma de dar ao próprio Todd a oportunidade de se despedir do público. O filme revela que Bludworth, assim como Todd, era agora um paciente terminal. Ele orienta os personagens principais sobre as regras da Morte e, antes de sair de cena, diz que pretende aproveitar o tempo de vida que lhe resta, sugerindo que também façam o mesmo, pois ninguém sabe o dia em que morrerá. Esse discurso foi improvisado por Todd, incentivado pelos diretores a ignorar o roteiro e a expressar com sinceridade suas reflexões sobre a vida. Para Craig, o fato de o ator saber que provavelmente estava enfrentando seus últimos meses de vida tornou essa cena "um dos momentos mais comoventes da franquia".
Final Destination: Bloodlines foi o primeiro filme da franquia a ser filmado para IMAX, sendo adaptado a todos os aspectos da experiência desse formato. Em colaboração com a IMAX Corporation, Lipovsky e Stein empregaram a tecnologia imersiva em todo o processo de produção, o que incluiu o uso de câmeras digitais certificadas pela empresa e a filmagem de mais de 50 minutos de cenas para a proporção de tela expandida do cinema IMAX. A equipe aproveitou a mudança de proporção para criar um movimento asssustador específico para cada sequência em que um personagem morre, de modo que o público mais atento pudesse notar os momentos "em que a morte chega e sai em cada cena". Para isso, os cineastas se inspiraram nos indícios de "chegada da morte" dos filmes anteriores, tais como vento, a forma como a água pinga, movimentos de câmera, pistas musicais e objetos cotidianos que se tornam ameaçadores. A ideia era que, dessa vez, certas pistas de câmera IMAX fossem adicionadas como prenúncios da morte. Stein explicou que esse efeito esteve disponível apenas na versão IMAX do filme e nunca será visível nos lançamentos em mídia doméstica ou no streaming.

### Efeitos especiais
Segundo Rahhali e Sebaldt, as filmagens das cenas de ação envolveram uma combinação de efeitos práticos e registros em cromaqui azul. Bassinger comentou que era muito importante para os diretores fazer "o máximo possível de forma prática". A filmagem da queda na pista de dança contou com a participação de 14 dublês içados por cabos de aço e lançados do alto de uma plataforma suspensa. O cenário inclinado tinha um conjunto de 20 cabos para manter os dublês acima do vidro cenográfico sem que eles o quebrassem antes do momento previsto; ao tempo certo, os profissionais eram arremessados contra o vidro, estilhaçando-o. Uma prótese robótica de mão, criada a partir de um molde da mão de Bassinger, foi usada na cena em que Iris sofre o desluvamento de um dedo. Yvette Ferguson, uma dublê de 71 anos, saiu da aposentadoria para filmar uma sequência envolvendo fogo na cena da premonição, o que Lipovsky acredita ser um recorde mundial de pessoa mais velha incendiada diante das câmeras.
A cena em que Howard morre atingido por um cortador de grama envolveu uma maquete e um cortador de grama que teve a lâmina removida e o interior preenchido com sangue cenográfico. A máquina foi posicionada próximo ao rosto de Alex Zahara, enquanto o líquido jorrava de modo a simular um sangramento facial. Para a sequência em que Erik fica pendurado pelo nariz enquanto seu estúdio de tatuagem pega fogo, um aparato que segurava um piercing conectado a uma corrente real foi discretamente colado no nariz de Harmon. A corrente, puxada pela equipe através do teto do cenário, tinha uma trava de segurança magnética que se desprendia se muita pressão fosse aplicada; Harmon pediu a retirada dessa trava em algumas tomadas bem próximas, pois ela não permitia mostrar "o nariz esticando". Um caminhão específico foi construído para as tomadas internas da cena em que Julia morre num compactador de lixo. O veículo tinha um mecanismo repleto de pinos metálicos que se retraíam ao encostar no rosto de Anna Lore, dando a impressão que a cabeça dela estava sendo cortada; braços desmembrados protéticos e efeitos digitais sangrentos no rosto de Lore completaram a cena.
Para tornar mais crível a cena da morte de Erik numa câmara de ressonância magnética, a equipe decidiu ambientá-la num hospital de um centro de pesquisa que dispunha de uma máquina de RM de alta potência (7 teslas). No filme, o aparelho é acidentalmente ligado na frequência máxima, arrancando todos os piercings de Erik e o imprensando contra o scanner totalmente potente. Finalmente, Erik morre quando a máquina atrai uma cadeira de rodas cujos tubos de metal começam a perfurar seu abdome. Por sugestão de Harmon, a cena incluiu a revelação de que o personagem tinha um piercing peniano. Durante a filmagem, Harmon sentou-se numa plataforma colocada na entrada da máquina, mantendo a parte inferior do corpo dentro da câmara e a parte superior do lado de fora, enquanto um dublê se posicionou debaixo da plataforma, com a cabeça e o torso dentro do equipamento e as pernas embaixo. A camisa de Harmon foi costurada na calça do dublê e assistentes empurraram a plataforma gradativamente para dentro da câmara. Todos esses procedimentos, combinados a truques de câmera e efeitos práticos, criaram a ilusão de uma única pessoa sendo esmagada dentro do aparelho.

### Música

#### Trilha sonora original
A partitura do filme foi composta por Tim Wynn, mais conhecido por seu trabalho em trilhas sonoras de jogos eletrônicos. Entre seus créditos anteriores estão vários jogos da franquia Total War, Command & Conquer: Red Alert 3, Warhawk, Marvel's Midnight Suns, XCOM 2 e a série Supernatural. Bloodlines marcou sua primeira produção de terror para um grande estúdio e sua terceira colaboração com Stein e Lipovsky. Eles já haviam trabalhado juntos no suspense de ficção científica Freaks (2018), também dirigido pela dupla, e na série infantil Mech-X4, do Disney XD. O músico buscou criar uma partitura que homenageasse as canções de Shirley Walker, compositora da trilha dos três primeiros longas da série Final Destination, e de Brian Tyler, que assinou as partituras do quarto e quinto filmes. Wynn descreveu os temas de Walker como "arrepiantes e perversamente lúdicos" e os de Tyler como um som de "toque moderno e descolado", definindo o trabalho dele próprio como intermediário entre os dois estilos.
Wynn inspirou-se em Christopher Young e Jerry Goldsmith para cruzar as vertentes estilísticas de terror, ação e suspense demandadas por Final Destination. Entre seus principais pontos de referência estavam Hellraiser (1987), com música de Young,  e Basic Instinct (1992), de Goldsmith. Young o inspirou a usar sopros vibrantes e uma presença de cordas muito alta sobre a paisagem sonora, enquanto a obra de Goldsmith o influenciou a mudar acordes e transitar entre modos maiores e menores. Ele também incorporou componentes eletrônicos à mixagem, incluindo sons sampleados de um dispositivo médico real e efeitos de raspagem para pontuar certas cenas. Para representar a presença da morte no filme, Wynn compôs um tema "lento e ameaçador" que propiciasse a percepção imediata da aproximação do perigo. Ele usou um tema de violino agudo baseado numa tríade diminuta para representar a "maldade do destino" e criar uma "sensação de pavor que está sempre à espreita". Como estavam procurando uma maneira de incluir no sexto filme o tema original de Walker para o primeiro Final Destination, os diretores sugeriram que Wynn usasse a música no momento em que Todd aparece em cena pela primeira vez. O músico comentou que foi "uma bela maneira de trazer o tema dela para Bloodlines", pois a ideia era proporcionar uma "despedida decente" ao ator.
A trilha sonora de Final Destination: Bloodlines foi lançada digitalmente pela Lakeshore Records no mesmo dia da estreia do filme nos Estados Unidos. O álbum contém 32 faixas da partitura de Wynn. Até então, foi uma das poucas trilhas sonoras da franquia a receber um lançamento comercial amplo. Christian Clemmensen, do Filmtracks.com, elogiou a partitura como "uma trilha de terror excelente com um toque distinto de Goldsmith", mas ressaltou que "o álbum apresenta as faixas fora de ordem, o que prejudica a experiência auditiva" e opinou que a duração poderia ser menor. Para Jonathan Broxton, do Movie Music UK, o instrumental "foge da tendência atual de monótonos sons de terror e, em vez disso, abraça temas, melodias e a boa e velha carnificina orquestral para dar o peso do filme". O crítico acrescentou que "a trilha sonora de ação é ampla e intensa, as cenas de terror são apropriadamente vívidas e há um design intelectual em toda a obra que supera em muito a qualidade do filme que o acompanha".

#### Outras canções
O filme usou várias músicas comerciais que não foram incluídas no álbum da trilha sonora. Entre elas, está "Shout", sucesso de 1959 da banda The Isley Brothers, que é tocada algumas vezes no longa e se destaca durante a cena da premonição de Iris, pouco antes de os covidados caírem do piso de vidro do restaurante e morrerem. Segundo Patrick Cremona, da Radio Times, "essa é uma conotação que a música não perderá tão cedo". A versão do filme foi cantada por Garfield Wilson e Natasha Burnett, que interpretam os vocalistas da banda de jazz que se apresenta na inauguração do Sky View. As seguintes canções também são ouvidas ao longo da trama:
- "Bad Moon Rising", de Creedence Clearwater Revival
- "Ring of Fire", de Johnny Cash
- "Fallin'", de Connie Francis (interpretada por Burnett e Wilson)
- "Raindrops Keep Fallin' on My Head", versão de Bobbie Gentry
- "Cage Mansion – Stage", de Casey Edwards (da trilha sonora de Mortal Kombat 1)
- "Escape (The Piña Colada Song)", de Rupert Holmes
- "Enter the Grave", de Evile
- "Without You", versão de Air Supply
- "Stronger (What Doesn't Kill You)", de Kelly Clarkson
- "Spirit in the Sky", de Norman Greenbaum

## Lançamento
Final Destination: Bloodlines foi distribuído mundialmente pela Warner Bros. Pictures em cinemas de formato IMAX e padrão, sendo lançado nos Estados Unidos em 16 de maio de 2025 e, em outros territórios, a partir de 14 de maio. Estreou oficialmente nos circuitos comerciais do Brasil e de Portugal em 15 de maio de 2025 e, no dia seguinte, houve o lançamento em Angola. O trailer do filme foi divulgado em 25 de março de 2025, em 65 mercados e disponibilizado em 44 versões de idiomas diferentes. Segundo cálculos da WaveMetrix, o vídeo promocional foi visto 178,7 milhões de vezes em todo o mundo nas primeiras 24 horas, tornando-se até então o segundo trailer de filme de terror mais assistido de todos os tempos, atrás da prévia de It (2017), da New Line Cinema, que alcançou 200 milhões de visualizações.
Nos Estados Uidos, uma exibição especial dupla, incluindo o filme original de 2000, foi realizada em cinemas selecionados nos dias 9 e 10 de maio, uma semana antes do lançamento oficial. Uma exibição de pegadinha foi realizada no Dia das Mães, com o filme sendo reintitulado como Love at the Sky View; os espectadores assistiram ao longa acompanhados de suas mães, as quais presumiam que se tratava de uma comédia romântica. No Brasil, houve sessões antecipadas no dia 9 de maio em algumas salas de todo o país, enquanto em Portugal a Cinemundo promoveu a antestreia em alguns cinemas de Lisboa em 14 de maio.
Em 19 de maio de 2025, o teto do Cinema Ocho, em La Plata, na Argentina, desabou durante a exibição do filme, ferindo uma espectadora. Nenhuma morte foi relatada.

### Mídia doméstica
Em 17 de junho de 2025, a Warner Bros. Home Entertainment disponibilizou o filme nas principais plataformas digitais, incluindo Amazon Prime Video, Apple TV e Fandango at Home, apenas um mês após sua estreia nos cinemas norte-americanos. O lançamento em 4K UHD, Blu-ray e DVD foi anunciado para 22 de julho de 2025 em lojas físicas e online. As edições nos formatos digital, 4K UHD e Blu-ray contaram com recursos especiais, tais como comentários de Stein e Lipovsky, registros documentais dos bastidores e um vídeo de homenagem a Todd, no qual o próprio ator reflete sobre o legado de William Bludworth e reexamina o impacto do personagem na franquia.

## Recepção

### Bilheteria
Até 22 de julho de 2025, Final Destination: Bloodlines havia arrecadado 138,1 milhões de dólares nos Estados Unidos e no Canadá e 147,2 milhões em outros territórios, totalizando 285,3 milhões de dólares em todo o mundo. Nos Estados Unidos e no Canadá, seu lançamento ocorreu no mesmo dia de Hurry Up Tomorrow e sua arrecadação estava projetada entre 35 e 40 milhões de dólares em 3 523 cinemas em seu fim de semana de estreia. O longa arrecadou 21 milhões de dólares em seu primeiro dia, incluindo uma estimativa de 5,5 milhões nas pré-estreias de quinta-feira à noite. Estreou com 52,6 milhões de dólares, terminando em primeiro lugar nas bilheterias. Até então, seu fim de semana de estreia foi o maior da franquia, mesmo ajustado pela inflação, superando The Final Destination. O sexto filme arrecadou 19,3 milhões de dólares em seu segundo fim de semana (uma queda de 63%) e 10,8 milhões de dólares no terceiro, terminando em terceiro e quarto lugares, respectivamente.
Nas Filipinas, um mercado onde o gênero terror é amplamente popular, Final Destination: Bloodlines teve o segundo fim de semana de estreia com maior bilheteria de todos os tempos para um filme de terror, depois de Insidious: The Red Door e quebrou os recordes de fim de semana de estreia com maior bilheteria de 2025, o fim de semana de estreia com maior bilheteria para um filme de classificação R-16 e o filme de terror com maior bilheteria de todos os tempos.
O filme também ocupou o primeiro lugar em seu fim de semana de estreia no Brasil, superando Thunderbolts* e Karate Kid: Legends. Em 19 de maio de 2025, a Warner Bros. Pictures anunciou que o longa se tornou a maior bilheteria de estreia para um terror classificado para maiores de 18 anos da história do país, tendo vendido mais de 700 mil ingressos e arrecadando 15 milhões de reais em bilheteria desde sua estreia. Ao estrear em Portugal, o filme se posicionou entre os dez maiores resultados de bilheteria nos primeiros cinco meses de 2025, tirando Thunderbolts* do primeiro lugar e arrecadando mais de 12 mil euros em seus primeiros dias de exibição.

### Crítica internacional
O filme se tornou o mais bem avaliado da franquia. No site agregador de críticas Rotten Tomatoes, 93% das 224 resenhas dos críticos são positivas. O consenso do site diz: "Adicionando algumas camadas emocionais surpreendentes aos ossos macabros da mitologia de Final Destination, Bloodlines executa engenhosamente cenas assustadoras com precisão e transforma a destruição iminente em diversão escandalosa." O Metacritic, que usa uma média ponderada, atribuiu ao filme uma pontuação de 73 em 100, baseado em 35 críticos, indicando críticas "geralmente favoráveis". O público pesquisado pelo CinemaScore deu ao filme uma nota média de B+ em uma escala de A+ a F, enquanto os espectadores consultados pelo PostTrak atribuíram à obra uma média de quatro estrelas em cinco, com 69% dizendo que definitivamente a recomendariam.
Beatrice Loayza, do The New York Times, disse que o filme "pode ser o mais conscientemente bobo" da franquia e isso o torna "ainda melhor". Ela destacou o elemento do "trauma herdado" como uma mudança convincente em relação aos primeiros filmes e concluiu: "Bloodlines — que às vezes parece mais uma sátira sombria do que um filme de terror em si — lembra-nos que somos impotentes contra os caprichos mórbidos do mundo. O melhor que podemos fazer é rir disso". Todd Gilchrist, da Variety, descreveu o filme como "inteligente, imprevisível e divertido" e elogiou a atuação de Todd como "uma homenagem terna à luminária do terror e ao tecido conjuntivo retroativo entre os capítulos díspares da franquia". Para Frank Scheck, do The Hollywood Reporter, o longa "dá ao seu público exatamente o que ele espera. Ou seja, uma série de fatalidades engenhosamente planejadas, no estilo diabólico de Rube Goldberg, que estão tão dentro do reino da possibilidade que você se verá atravessando a rua com muito cuidado depois de sair do cinema". Ele também elogiou a aparição de Todd como "um lembrete pungente de que na vida real, como nesses filmes, a morte chega para todos".
Katie Walsh, do Los Angeles Times, elogiou a edição e notou "uma suavidade peculiar no visual e na sensação da cinematografia", algo que ela associou ao vale da estranheza, mas que "é bem-vindo ao assistir à destruição corporal se desenrolar". A autora concluiu: "Questões existenciais, dilemas filosóficos e temas de saúde mental estão presentes se você quiser procurá-los, mas Final Destination: Bloodlines se deleita principalmente com as emoções sangrentas e despretensiosas que são a marca registrada da franquia". Em crítica no Chicago Reader, Kyle Logan disse que "foi um erro transformar um filme Final Destination em um drama familiar de quase duas horas de duração" e que a cena de Todd é "um espetáculo no meio de um filme mediano". Nick Schager, do The Daily Beast, comentou que os diretores "não conseguem uma única atuação sólida de seu elenco e as reviravoltas da história são ilógicas, mesmo para as diretrizes estabelecidas pelo material", concluindo que o filme não tem "interesse em ser assustador".
No Reino Unido, o filme foi avaliado com quatro de cinco estrelas pelos jornais The Guardian e The Daily Telegraph. No primeiro, Radheyan Simonpillai comentou em sua crítica: "Há uma decadência na produção cinematográfica que não contradiz a natureza camp de Final Destination, mas, em vez disso, realiza todo o seu potencial". No Telegraph, Tim Robey destacou as referências aos filmes anteriores como "um fan service assustadoramente macabro e digno de estrela Michelin" e desafiou: "Tem estômago forte? Então, esta sexta parte horrivelmente inventiva da franquia de terror Morte-bate-à-porta pode ser para você". Na França, o longa recebeu três estrelas e meia de cinco (3,3) no AlloCiné e análises favoráveis em publicações como Le Parisien, Première e Ouest-France. Na Argentina, Paula Vázquez Prieto comentou em sua crítica para o La Nación, que o longa representou a "melhor forma" da franquia "na chave da comédia negra", enquanto a redação do Página/12 disse que o filme "é básico e conservador, pois não se afasta um milímetro de uma proposta que já acumulou seis episódios. Mas se você tiver vontade de rir e estômago para aguentar, ele cumpre o que promete".

### Crítica lusófona
Rafael Felizardo, do site brasileiro AdoroCinema, classificou o filme com três de cinco estrelas, dizendo: "Após 14 anos, Premonição 6 desperdiça uma premissa interessante e basicamente repete seus antecessores". Alexandre Almeida, do Omelete, disse que Bloodlines "entrega melhor filme da série ao atualizar o próprio formato", ressaltando que "parece a mesma história de sempre — e de certa forma é — mas a inclusão da família traz mais urgência e um peso em cima de cada perda, que acabou se perdendo ao longo da franquia". Também destacou a cena de Todd como "praticamente um adeus filmado e eternizado tanto para ele, quanto para Bludworth". Para Célio Silva, do G1, o sexto filme fica "abaixo do primeiro e do terceiro (com o quinto correndo por fora)", criticou a inclusão de alguns dramas familiares que "não ajudam a história" e opinou que o final "poderia ser mais criativo e manter o impacto do começo". Contudo, ele ressaltou que "isso não deve atrapalhar quem só quer um bom filme de terror". Cláudio Alves, da revista portuguesa Magazine.HD, mencionou como pontos positivos a cena do desastre de abertura e o elenco, descrito como "o melhor da história da saga", com destaque para Todd "em gesto de despedida". Entretanto, criticou a "perda de gás" das reviravoltas finais e a "dependência em efeitos digitais" que "diminui o impacto das mortes".

### Prêmios e indicações
| Ano  | Premiação                     | Categoria               | Indicação                     | Resultado | Ref.    |
| ---- | ----------------------------- | ----------------------- | ----------------------------- | --------- | ------- |
| 2025 | Prêmios Astra Midseason Movie | Melhor horror           | Final Destination: Bloodlines | Indicado  | [ 119 ] |
| 2025 | Prêmios Golden Trailer        | Melhor edição de som    | Final Destination: Bloodlines | Indicado  | [ 120 ] |
| 2025 | Prêmios Fangoria Chainsaw     | Melhor lançamento amplo | Final Destination: Bloodlines | Pendente  | [ 121 ] |

## Futuro
Stein observou que o potencial narrativo permanece em aberto, afirmando: "O trabalho da morte nunca termina. Sempre há mais contas a acertar". Ele reconheceu, porém, que o processo criativo leva vários anos. Perry também expressou abertura para continuar a franquia, observando que Bloodlines expandiu a flexibilidade criativa da série.